# Bundesverband evangelische Behindertenhilfe
Der Bundesverband evangelische Behindertenhilfe e. V. (BeB) ist ein „Fachverband für Teilhabe“ im Evangelischen Werk für Diakonie und Entwicklung der Evangelischen Kirche in Deutschland mit Sitz in Berlin. Der Verband fördert, unterstützt und begleitet Einrichtungen und Dienste der Hilfe für Menschen mit Behinderung oder psychischer Erkrankung und deren Angehörige. Er gibt als Dachverband dieser Einrichtungen Stellungnahmen zur Situation der von ihm Vertretenen, zur Rechtslage und zu behindertenpolitischen Forderungen des Verbandes heraus. In Absprache mit anderen großen Sozialverbänden betreibt der BeB auch Lobbyarbeit (siehe den Unterpunkt Grundlegende Positionierungen im Abschnitt #Weblinks).

## Geschichte
Der BeB wurde im Jahr 1998 gegründet als Fusion vom Verband evangelischer Einrichtungen für Menschen mit geistiger und seelischer Behinderung e. V. (VEEMB) mit dem Verband Evangelischer Einrichtungen für die Rehabilitation Behinderter e. V. (VEERB). Beide Verbände können auf eine mehr als einhundertjährige Geschichte in der evangelischen Behindertenhilfe zurückblicken. 2004 wird der Sitz der Geschäftsstelle für einen kürzeren Draht zur Politik von Stuttgart nach Berlin verlegt.

## Organisation
Der BeB ist ein Zusammenschluss von rechtlich selbstständigen Einrichtungen der Behindertenhilfe und der Sozialpsychiatrie innerhalb des Diakonischen Werkes. Weitere Mitglieder des Verbandes sind rechtlich selbstständige Vereinigungen und Selbsthilfegruppen von Menschen mit Behinderung oder psychischer Erkrankung. Dem BeB gehören gegenwärtig 264 Institutionen mit annähernd 400 Teileinrichtungen an, in denen mehr als 80.000 Menschen angestellt sind. Für mehr als 100.000 Menschen mit Behinderung oder psychischer Erkrankung aller Altersstufen und Behinderungsgrade werden Angebote vorgehalten. Damit deckt der diakonische Fachverband wesentliche Teile der Angebote der Behindertenhilfe sowie der Sozialpsychiatrie in Deutschland ab.
Die Einrichtungen und Dienste des BeB erreichen mehr als 100.000 Menschen mit Behinderung oder psychischer Erkrankung aller Altersstufen und Behinderungsgrade.

## Organe
Satzungsmäßige Organe des BeB sind
- die Mitgliederversammlung, der zurzeit 287 Institutionen mit 465 Wahlstimmen angehören. Je nach Größe kann eine Institution bis zu vier Stimmen haben.
- der aus dreizehn Mitgliedern bestehende Vorstand.
- der Vorsitzende, der für eine Amtsperiode von vier Jahren gewählt wird.

Gegenwärtiger Vorsitzender des BeB ist seit 2020 der Pfarrer Frank Stefan, Vorstandsvorsitzender der Diakonie Kork.
Die Geschäftsstelle des Verbandes befindet sich in Berlin.

## Angebote
Die unter dem Dach des BeB vertretenen Angebote sind ambulant, teilstationär und stationär.
Dazu zählen
- Beratung
- persönliche Unterstützung in der eigenen Wohnung
- Tagesförderangebote
- Wohngruppen und Wohnheime
- Fachkrankenhäuser
- Rehabilitations- und Kurkliniken
- Werkstätten für behinderte Menschen
- Integrationsfirmen und -fachdienste
- Berufsbildungs- und Berufsförderungswerke
- Phase-II-Einrichtungen
- Integrations- und Förderkindergärten und -schulen
- Beratungs- und Therapiezentren
- sozialpsychiatrische Dienste
- Übergangseinrichtungen.

## Veranstaltungen & Aktionen
Seit 2006 veranstaltet der BeB den Rheinsberger Kongress von und für Menschen mit Behinderung. Schwerpunkte liegen auf der Interessenvertretung, selbstbestimmten Teilhabe und der Schaffung einer inklusiven Gesellschaft auf der Grundlage der UN-Behindertenrechtskonvention. Vom 8. bis 11. Februar 2009 veranstaltete der BeB in Rheinsberg seinen 2. Kongress für Menschen mit Behinderung und Assistenten unter dem Motto „Einmischen – Mitmischen – Selbstmachen – Da sind wir wieder!“ Zu diesem Kongress gibt es eine kurze Videodokumentation auf Youtube. Der 5. Kongress im Jahr 2018 fand unter dem Motto „Du + Ich = Wir bewegen Politik!“ statt und es kamen 230 Menschen mit verschiedensten Behinderungen, um sich über Themen aus dem Alltag und der Politik auszutauschen. Auf dem 6. Kongress 2025 wurden unter dem Motto „Einmischen – Mitmischen – Selbstmachen – Wir für Demokratie. Zusammenleben. Zusammenhalten.“ beispielsweise die Zukunft der Werkstätten für behinderte Menschen, die Auswirkungen und Potenziale von KI und insbesondere die demokratische Mitbestimmung von behinderten Menschen in Theorie und Praxis diskutiert.
Mit dem mitMenschPreis zeichnet der BeB seit 2010 alle zwei Jahre innovative und inklusive Projekte sowie Initiativen in der Behindertenhilfe sowie Sozialpsychiatrie aus, welche Menschen mit hohem Unterstützungsbedarf mehr selbstbestimmte Teilhabe ermöglichen und somit zu einer inklusiveren Gesellschaft beitragen. 2023 kam der Kreativwettbewerb hinzu, welcher zusammen mit der Fürst Donnersmarck-Stiftung (FDST) ausgeschrieben wird. Prämiert werden kreative Projekte, welche die Vielfalt von Menschen mit Behinderung oder psychischer Erkrankung sichtbar machen und ein Zeichen für eine inklusive Gesellschaftsetzen.
Im Rahmen der Kampagne #OhneFachkräfteKeineTeilhabe sowie #AktionswocheHEP wird die unverzichtbare Rolle von Fachkräften in der Eingliederungshilfe und Sozialpsychiatrie betont. Gleichzeitig wird auf den zunehmenden Personalmangel in diesen Bereichen aufmerksam gemacht werden.

## Publikationen
Der BeB ist Herausgeber von zwei Fachzeitschriften:
- Die Orientierung, eine Fachzeitschrift im Arbeitsfeld Behindertenhilfe, erscheint viermal pro Jahr mit einer Auflage von 5500 Exemplaren[10]. Die Zeitschrift geriet 2010 durch einen offenen Brief von Diakoniemitarbeitern unter Unterstützung von Gemeindehilfsbund und Kirchliche Sammlung um Bibel und Bekenntnis in Bayern (KSBB) in die Kritik. Dort würde in einer seit dem Jahr 2003 andauernden Kampagne, besonders in den Heften 02/2003 und 02/2009 „Prostitution [als] ‚heilige Handlung im Auftrag der Göttin‘ und als ‚christlicher‘ Beruf“ propagiert.[11][12][13]
- Die seit 1983 bundesweit erscheinende Fachzeitschrift im Arbeitsfeld der Sozialpsychiatrie, die Kerbe, ebenfalls viermal pro Jahr mit einer Auflage von 1500 Exemplaren.[14]

Weitere Fachpublikationen des BeB sind (Auswahl):
- Bundesverband evangelische Behindertenhilfe e. V. u. a. (Hrsg.): Beratung und Begleitung bei pränataler Diagnostik. Empfehlungen an evangelische Dienste und Einrichtungen für eine geregelte Kooperation. Eigenverlag 2009.
- Bundesverband evangelische Behindertenhilfe e. V. (Hrsg.): Tanzen mit dem lieben Gott – Fragen an das eigene Leben. Gütersloh 2009. ISBN 978-3-579-06826-8
- Bundesverband evangelische Behindertenhilfe e. V. mit den Fachverbänden der Behindertenhilfe, der Software AG und der Westfälischen Wilhelms-Universität Münster (Hrsg.): Segel setzen – Aufbruch zum selbstbestimmten Ruhestand von Menschen mit Behinderung. Marburg 2009. ISBN 978-3-910095-76-2
- Bundesverband evangelische Behindertenhilfe e. V., Caritas Behindertenhilfe und Psychiatrie e. V. (Hrsg.): PPQ – ProPsychiatrieQualität. Handbuch zur Qualitätsentwicklung in der Sozialpsychiatrie (mit CD-ROM). Neuauflage. Bonn 2009. ISBN 978-3-88414-474-9
- Bundesverband evangelische Behindertenhilfe e. V. (Hrsg.): Schau doch meine Hände an. Sammlung einfacher Gebärden zur Kommunikation mit nichtsprechenden Menschen (Ringbuch und DVD als Set). 1. vollständige Neuauflage. Reutlingen 2007. ISBN 978-3-938306-13-0
- Bundesverband Evangelische Behindertenhilfe e. V., Fachverband des Diakonischen Werkes der EKD (Hrsg.): Materialien zur Werkstatt für behinderte Menschen, Band A: Rechtliche Grundlagen. Reutlingen 2003. ISBN 978-3-930061-79-2